# 薛鳳旋
薛鳳旋（Victor Sit，1947年4月10日—），出生於廣州，曾為香港大學地理系系主任、香港浸會大學地理學系講座教授及當代中國研究所所長，曾先後出任港區人大代表及香港特別行政區籌備委員會等職位。
2012年年初，由其研究所出版的《中國模式國情專題教學手冊》的教學手冊因內容偏頗成為爭議的導火線。同年，薛鳳旋又在中國社會科學院出版的《香港藍皮書：香港發展報告2012》一書中指出，香港中文大學的通識課程由美國一個基金贊助及協助撰寫教材，教學方向實際上已由該基金主導，方便西方普世價值入侵學校，遭中大通識教育部批評歪曲事實，浸大調查後確定這些陳述毫無理據。
2012年12月，浸會大學公布《香港藍皮書》事件調查報告，確認中文大學通識教育部的投訴成立，當代中國研究所所長薛鳳旋親自加添內容，指稱中大的通識教育課程由美國一個基金贊助並協助撰寫教材的陳述絕無根據，並不正確。報告又稱，藍皮書的中英文版均沒有任何參考文獻或註明資料來源，薛鳳旋執意把片面不周的訊息提升至學術層面；薛更否認他是作出有關失實陳述的作者，試圖把責任推卸下屬，辯稱由研究所職員撰寫，但調查顯示薛是陳述的原作者、主編及最後定稿人。
2012年12月，遭浸會大學免去當代中國研究所所長職位。 
薛鳳旋的弟弟是薛浩然，早年出任新界鄉議局研究中心主任，2022年8月，鄉議局決定即時撤銷於2014年成立的新界鄉議局研究中心，中心主任薛浩然被迫離任。薛浩然亦證實離任，稱其言論若對劉皇發家族造成政治壓力，深感遺憾。

## 個人生平
薛鳳旋原籍福建，於廣州出生，並於香港長大及受教育。進入循道中學之後，於香港大學修畢地理學學士及碩士學位後，於1974年至1977年間於倫敦大學倫敦經濟學院取得博士學位，並於同年回港大任教，並曾擔任地理系系主任一職。於2008年成為香港浸會大學地理學系講座教授，並出任該校當代中國研究所的奠基所長直至被免職為止。

## 政治經歷
薛鳳旋於1983年參選香港市政局選舉北角選區以第二名落選。
於1993年至2008年間，自第八屆起連續三屆成為香港特別行政區全國人民代表大會代表，於1996年成為香港特別行政區籌備委員會及香港特別行政區第一屆政府推選委員會委員。除此以外，他亦出任多項公職，包括策略發展委員會經濟發展及與內地經濟合作委員會委員等。
香港以外，薛鳳旋於2000年至2005年間擔任廣東省省長顧問、1988年至今擔任深圳市政府城市規劃委員會顧問及福建省三明市政府城市規劃委員會顧問等要職。

### 2003年主動提議釋法
2004年4月，人大常委會通過有關特區行政長官及立法會選舉的釋法草案，限制香港2007及2008年的雙普選。薛鳳璇接受商業電台訪問時，直認去年十月已向中央建議釋法。民主黨立法會議員涂謹申批評，港區人大並不具代表性，但薛鳳旋主動提出要人大釋法，令中共誤以為釋法符合港人意願。職工盟立法會議員李卓人批評，薛鳳旋早於去年十月社會對政改尚未有激烈爭議時已提出要釋法，是出賣港人的先鋒。

### 2005年特首選舉提名民主黨李永達參選
薛鳳旋曾經提名民主黨李永達參與2005年香港特別行政區行政長官選舉。
薛鳳旋雖然是親共派人物，但曾經提名民主黨李永達參與2005年香港特別行政區行政長官選舉。

## 德育及國民教育科爭議
2012年，香港教育局建議於未來在3年在全港中、小學推行德育及國民教育科並作為必修科，引起廣泛討論。當時於7月期間，由薛鳳旋擔任所長的當代中國研究所出版的《中國模式國情專題教學手冊》因部分論述偏頗，引起社會公眾極大回響，引起市民對德育及國民教育科的「洗腦」嫌疑。。有香港浸會大學教職員公開譴責教材，要求校方追究責任，並促請薛鳳旋公開回應。 在備受爭議後，薛鳳旋代表當代中國研究所多次發出聲明，表示《中國模式》一書並非教材，而僅為供教師參考當代中國資料，認為教育局有審批教科書的責任，並指出當前香港並不適合推行德育及國民教育科，並且不應獨立成科。

## 當代中國研究所
香港浸會大學於2008年成立當代中國研究所，被免職前，薛鳳旋自奠基起一直擔任所長。初時資金來源為恒基兆業主席李兆基的啟動捐款一千萬元。除出版《中國模式國情專題教學手冊》外，亦接受王新興有限公司資助500萬，撰寫《香港通史》一書。
2012年，由薛鳳旋主編的《香港藍皮書：香港發展報告2012》，書中提出香港政制體系中的常任秘書長需由中央政府任命等建議，備受爭議，被立法會議員批評違反《基本法》中一國兩制的宗旨。書中更指香港中文大學的通識課程由美國一個基金贊助及協助撰寫教材，教學方向實際上已由該基金主主導，方便西方普世價值入侵學校。中大通識教育部罕有地發出聲明，批評《香港藍皮書:香港發展報告2012》歪曲事實。浸會大學隨後亦宣佈由副校長黃偉國領導4人小組，徹查事件有否違反學術原則。在調查事件未完成前，當代中國研究所率先在其網頁發表聲明道歉及澄清 ，但香港浸會大學教職員工會指有關事件已影響大學名譽，亦懷疑有人違反學術操守，要求薛鳳旋必須辭職。12月11日，浸大公布調查報告，指中大投訴成立，薛鳳旋涉及多項學術不當行為。最終，浸大接受調查委員會建議，並即時免除薛鳳旋當代中國研究所所長一職。另外，薛鳳旋的教席，在合約屆滿後將不獲續約。薛鳳旋稱此事對他是文字獄迫害。

## 部分著作
- 薛鳳旋（編）（2010），《中國走向富強之路》，三聯書店，香港浸會大學.
- 薛鳳旋、鄺智文 (編著) (2010)，《新界鄉議局史》，三聯書店，香港浸會大學.
- 薛鳳旋(2009)，《中國城市與其文明的演變》，三聯書店.
- 薛鳳旋（編）（2012），《香港藍皮書：香港發展報告2012》，中國社會科學院
- 薛鳳旋、劉欣葵（2014）《北京：由傳統國都到中國式世界城市》，北京：社科文獻出版社，簡體版；香港：三聯出版社，繁體版(Beijing : Chinese World City, Beijing , Social Sciences Academic Press)
- 薛鳳旋 (2012) 《澳門五百年: 一個特殊中國城市的興起與發展》，香港: 三聯出版社. (Macau through 500 Years: Emergence and Development of Untypical Chinese City (Chinese Version), Hong Kong:  Joint Publishing.
- 李思明, 黃枝連, 薛鳳旋 (2012) 后金融海嘯時期的中國與東亞經濟合作.香港: 三聯出版社 (Economic Cooperation between China and East Asia in the Post Financial Tsunami Period, Hong Kong:  Joint Publishing.)
- 薛鳳旋, 夏北成, 許志樺, 李燕怡 (2011)《讓香港更清潔—垃圾發電的發展與政策》，香港︰三聯書店 (香港) 有限公司，257 頁.(Let Hong Kong be Green: refuse incineration policy , Hong Kong, Joint  Publishing)
- 陸大道, 薛鳳旋等著 (1998) 《1997中國區域發展報告》, 北京: 商務, 333 pp. (Chinese version: 1997 China Regional Development Report)
- 薛鳳旋編著 (2001)《香港發展地圖集》, 香港三聯出版社. (Hong Kong: 150 Year’s Development in Maps, Sanluen  Press, Hong Kong)
- 薛鳳旋, 許學強, 閻小培 (主編 ) (1998) 《中國鄉村 – 城市轉型與協調發展》北京: 科學出版社, 301 pp. (China’s Rural-urban Transition, Science Press, Beijing, in Chinese)
- 薛鳳旋著 (1996) 《北京: 從傳統國都到社會主義首都》, 香港: 香港大學出版社, 369 pp. (Chinese version)
- 薛鳳旋, 黃良會著 (1991) 《香港替代性機場選點研究》, 香港: 基建研究組織, x+140 pp. (Researh on Hong Kong’s Replacement Airport, Hong Kong Infrastructure,in Chinese)
- 薛鳳旋著(1989) 《香港工業: 政策、企業特點及前景》, 香港 :  香港大學出版社, 161 pp. (Hong Kong Industries:  policies and enterprise characteristics. HKU Press, in Chinese)
- 彭琪瑞, 薛鳳旋, 蘇澤霖著 (1986) 《香港、澳門地區地理》, 香港: 商務.  (繁體字版, 324頁).  (Hong Kong and Macau, Commercial Press, Hong Kong, in Chinese)
- SIT, V.F.S. (ed.) (1985)  Chinese Cities:  growth of the metropolis since 1949, Oxford University Press, (paper back 2nd edition 1987), London:  Oxford, 239 pp
- SIT, V.F.S; WONG, S.L. & KIANG, T.S. (1978) Small Scale Industries in a Laissez-faire Economy, Centre of Asian Studies, University of Hong Kong, 1st edition 1978, 2nd edition, 1979, 422 + viii, pp.
- SIT, V.F.S. & MERA, K. (eds.) (1982) Urbanization and National Development in Asia, Hong Kong:  Summerson, 130 pp. + vi.
- SIT, V.F.S. (ed.) (1981) Urban Hong Kong, Hong Kong: Summerson, 250 + xiv pp.
- 薛鳳旋（2015）《清明上河圖與北宋城市化》香港中和出版社
- 薛鳳旋（2015）《末代殖民地的香港》香港南粵出版社

## 外部連結
- 香港浸會大學地理學系 - 薛鳳旋的簡介[永久]
- 香港浸會大學 - 當代中國研究所網頁（页面存档备份，存于）